# Peromnion radiculosum
Peromnion radiculosum là một loài rêu trong họ Bryaceae. Loài này được Schwägr. mô tả khoa học đầu tiên năm 1828.